# 以酊庵
以酊庵（いていあん）は、かつて長崎県対馬市に存在した日本の寺院である。山号は瞎驢山（かつろざん）。

## 概要
日本と中国、朝鮮との外交は、基礎教養として漢詩文を学び漢文能力に優れる、禅僧が担当してきた。天正8年（1580年）、対馬の戦国大名宗義調により景轍玄蘇が招かれ朝鮮との外交に当たり、文禄・慶長の役では豊臣秀吉の命で明との交渉を担当した。
その後、慶長2年（1597年）もしくは16年（1611年）に玄蘇が対馬天道茂（対馬市厳原町天道茂）の地に寺院を建立し、玄蘇の生まれた天文6年（1537年）の丁酉の年にちなんで以酊庵と名づけられた。享保17年（1732年）の大火で本堂を焼失したため、国分（対馬市厳原町国分）にあった西山寺を末寺の瑞泉院に移転させ、その跡に以酊庵を移した。
玄蘇の跡を継いだ規伯玄方は、寛永12年（1635年）の柳川一件で流罪となり、対朝鮮外交の実務者を失った対馬藩は玄方に代わる人材（対朝鮮外交文書の解読・作成には高度な漢文知識を必要としていた）を得ることが出来ず、江戸幕府に援助を求めた。これを受けて幕府は同年東福寺の玉峰光璘を以酊庵に派遣、以後幕府は京都五山の禅僧の中でも特に「五山碩学」と呼ばれた者の中から朝鮮修文職（朝鮮書契御用・対州書役）に任じ、以酊庵に1年（後に2年）交替の輪番制で派遣して、外交文書作成や朝鮮通信使などの使節の応接、貿易の監視、双方の外交文書をまとめた『本邦朝鮮往復書』の作成と対馬藩への提出などを扱わせた。このシステムを以酊庵輪番制と言う。朝鮮修文職は幕府の任命による外交機関とも言うべき存在であり、対馬からの帰還後は元いた寺院の住持に任ぜられ、更に京都五山の筆頭である南禅寺の坐公文（名誉職としての住持の公帖）を授かることとされていた。
江戸幕府の衰退によって慶応2年（1866年）に江戸幕府から対馬藩に対して以酊庵輪番制の廃止が通告され、翌年1月に89世（通算126代目）玉澗守俊が東福寺に帰還、更に江戸幕府に代わった明治政府が対馬藩から対朝鮮外交権を剥奪したこともあり、無住となった以酊庵は明治元年（1868年）に廃寺となった。明治以後は西山寺が復帰することになり、玄蘇の遺品や以酊庵関係資料は同寺に伝来している。